# Reactive & Functional Polymers
Reactive & Functional Polymers (abrégé en React. Funct. Polym.) est une revue scientifique à comité de lecture. Ce journal publie des articles de recherches originales dans le domaine de la chimie des polymères.
D'après le Journal Citation Reports, le facteur d'impact de ce journal était de 2,515 en 2014. Actuellement, le directeur de publication est N. Tirelli (Université de Manchester, Royaume-Uni).

## Histoire
Au cours de son histoire, le journal a changé plusieurs fois de nom :
- Reactive Polymers, Ion Exchangers, Sorbents, 1982-1988  (ISSN 0167-6989)[3]
- Reactive Polymers , 1989-1995  (ISSN 0923-1137)[4]
- Reactive & Functional Polymers , 1996  (ISSN 1381-5148)